# Primeira-dama dos Estados Unidos
A Primeira-dama dos Estados Unidos (em inglês, First Lady of the United States) é um título da anfitriã da Casa Branca, também conhecida pelo acrônimo FLOTUS.
O cargo é, tradicionalmente, preenchido pela esposa do presidente dos Estados Unidos atual, mas em uma ocasião especial, o título pode ser aplicado a mulheres que não são as esposas do presidente, como quando o presidente é solteiro ou viúvo, ou quando a esposa do presidente estiver incapaz de cumprir os deveres de primeira-dama sozinha. Primeira-dama não é um cargo eletivo; não exerce funções oficiais e não recebe salário. No entanto, ela participa de muitas cerimônias oficiais e funções do Estado quer junto com o presidente, ou no seu lugar. Tradicionalmente, a primeira-dama não pode se ausentar do emprego enquanto está ocupando o cargo. O cargo da primeira-dama está, também, a cargo de todos os eventos sociais e cerimoniais da Casa Branca. A primeira-dama tem seu próprio quadro de funcionários, incluindo o secretário social da Casa Branca, chefe dos funcionários, secretário de Imprensa, chefe de Designer, e chefe executivo.
De acordo com a Casa Branca e a Biblioteca Nacional de Primeiras-damas, houve quarenta e cinco primeiras-damas e quarenta e seis esposas de presidentes. Essa diferença existe porque o presidente Grover Cleveland serviu dois mandatos não-consecutivos e é contado cronologicamente como ambos vigésimo segundo e vigésimo quarto presidente, mesmo tendo sido a mesma pessoa; sua esposa, Frances Cornelia Cleveland também é contada duas vezes. Seguindo a posse de Barack Obama em 20 de janeiro de 2009, sua esposa Michelle Obama tornou-se a quadragésima sexta primeira-dama, sucedendo Laura Bush, esposa do anterior presidente George Walker Bush. A 20 de janeiro de 2017, Melania Trump tornou-se a Primeira-dama dos EUA após o seu marido Donald Trump tomar posse como o 45.° Presidente dos Estados Unidos, sucedendo assim a Michelle Obama.
Em 20 de janeiro de 2021, Jill Biden tornou-se a nova Primeira-dama dos EUA após seu marido Joe Biden tomar posse como o 46.° Presidente dos Estados Unidos, sucedendo então Melania Trump.
Em maio de 2009, houve seis primeiras-damas vivas: Betty Ford, viúva de Gerald Ford; Rosalynn Carter, esposa de Jimmy Carter; Nancy Reagan, viúva de Ronald Reagan; Barbara Bush, esposa de George H. W. Bush; Hillary Rodham Clinton, esposa de Bill Clinton; e Laura Bush, esposa de George W. Bush. A primeira Primeira-dama dos Estados Unidos foi Martha Custis Washington, casada com George Washington. Os presidentes John Tyler e Woodrow Wilson tiveram duas primeiras-damas oficiais – ambos casaram-se novamente durante seus mandatos presidenciais. As esposas dos quatro presidentes que morreram antes de seus maridos terem empossado o cargo ainda são consideradas primeiras-damas pela Casa Branca e a Biblioteca Nacional de Primeiras-damas: Martha Skelton Jefferson, esposa de Thomas Jefferson; Rachel Robards Jackson, esposa de Andrew Jackson; Hannah Van Buren, esposa de Martin Van Buren; e Ellen Arthur, esposa de Chester A. Arthur. Harriet Lane, sobrinha de James Buchanan, é a única pessoa considerada uma primeira-dama ianque oficial que não era casada com o Presidente. O título de "Primeira-dama" foi, primeiramente, utilizado para descrever Dolley Madison em seu elogio dado por James Madison. Porém, o título ainda não havia entrado oficialmente até Harriet Lane entrar na Casa Branca.

## Primeira-dama

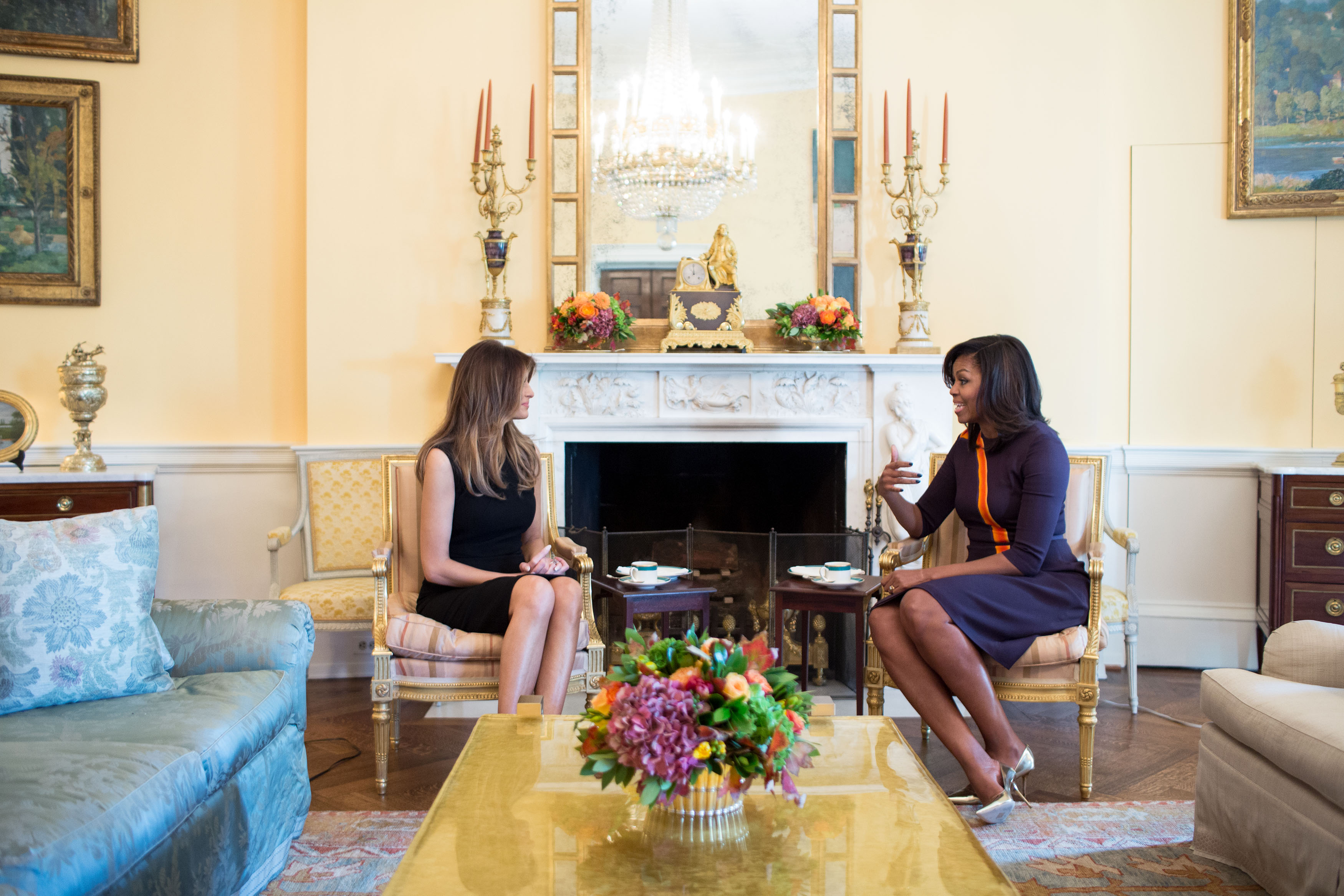
A então primeira-dama Michelle Obama com a sua sucessora Melania Trump durante encontro na Casa Branca, em 10 de novembro de 2016, dois dias após a eleição de Donald Trump.

A posição é tradicionalmente ocupada pela esposa do presidente dos Estados Unidos, embora mulheres não casadas com presidentes já tenham sido reconhecidas como primeiras-damas do país. Estas situações ocorreram em virtude do estado civil de alguns presidentes; alguns eram solteiros e outros, viúvos. Assim, a posição foi ocupada por parentas do presidente. Menos comum é o caso de mulheres realizarem as tarefas delegadas à primeira-dama quando esta não está disponível ou, até mesmo, não está com vontade.
O título foi usado pela primeira vez em 1849, quando Dolley Madison foi proclamada como a "primeira-dama da América", mas este termo não teve reconhecimento maior pelo público até 1877, quando a jornalista Mary Clemmer Ames o usou enquanto relatava a posse de Rutherford B. Hayes.
A primeira-dama não é uma posição eletiva, não tem deveres oficiais e não ganha salário. Mesmo assim, ela comparece a cerimônias e realiza funções de Estado, tanto ao lado como no lugar do presidente. Além disso, muitas tomaram um papel ativo na campanha pelo presidente. Hillary Rodham Clinton, esposa de Bill Clinton, levou o papel a um passo adiante quando ganhou, por um tempo, um emprego formal na administração Clinton para desenvolver reformas no sistema de saúde norte-americano.
A esposa do presidente é, geralmente, referida pelo seu nome de casada.
Se os Estados Unidos algum dia chegarem a ter uma presidente, não está claro com quem o cargo iria ficar. Uma presidente poderia atuar como a sua própria primeira-dama, escolher uma parente ou amiga para tomar o cargo ou tornar o seu marido o "primeiro-cavalheiro" do país.

## Segunda-dama
A esposa do vice-presidente dos Estados Unidos é conhecida como segunda-dama.